# 天定まりて人に勝つ
天定まりて人に勝つ（てんさだまりてひとにかつ）は、古代中国からの言葉。出典は『史記』伍子胥列伝にある申包胥の言葉、「人衆者勝レ天、天定亦能破レ人」。

## 概要
この言葉の意味は、悪い者は一時的に栄えることはあっても、長い目で見れば必ず滅びるということである。

### 歴史
これは史記に出てくる言葉で、紀元前6世紀の中国での出来事からのことである。春秋時代の中国において、楚の国に仕えていた伍子胥は父と兄を楚の王であった平王に殺されて、呉という国に亡命していた。それから16年後に伍子胥は呉軍を率いて楚に攻め込んで、平王に対する復讐を遂げる。しかしその方法があまりにも残酷であったことから、旧友に天定まりて人に勝つと言われて非難されていた。その旧友の言うとおりになり、後に伍子胥は呉王に疎んじられて自殺を命じられてしまった。
新渡戸稲造が著した自警録では、この天定まりて人に勝つについて述べられている。そこでは、罪を犯していないのに罰を受ける人というのはどこにでもいる人ではなく、そのような人は一時的に身は屈するものの後世にはその名を称えられるようになる。反対に罪を犯したというのに罰を受けることを免れる人というのは狡猾であり、一時的に志を果たすことはできるものの、後世ではその名は恥になる。天定まりて人に勝つとはこういうことであると述べられている。